# Mu1 Scorpii
Mu1 Scorpii (μ1 Sco / μ1 Scorpii) è una stella binaria appartenente alla costellazione dello Scorpione. Nonostante abbia magnitudine apparente 3,04 è solo la tredicesima stella in ordine di luminosità all'interno della costellazione. Ciò è dovuto al fatto che lo Scorpione è la costellazione con il maggior numero di stelle con magnitudine inferiore a 3. Questa stella ha anche un nome proprio, Denebakrab, che tuttavia viene raramente utilizzato.

## Osservazione

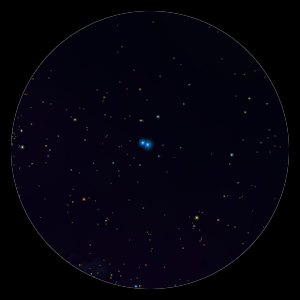
La coppia Mu1-Mu2 Scorpii vista al binocolo

Mu1 Scorpii si individua nella parte centro-meridionale della costellazione, in corrispondenza dell'inizio della sua coda, circa 3° gradi e mezzo a sud della più brillante Epsilon Scorpii.
Posta alla declinazione di 38°S, Mu1 Scorpii è una stella dell'emisfero australe. Questa declinazione ne limita alquanto le sue possibilità di osservazione nell'emisfero boreale, dove non può essere osservata a nord del 53º parallelo, il che esclude buona parte del Canada e l'Europa settentrionale. Nelle zone temperate dell'emisfero boreale, essa comunque apparirà molto bassa sull'orizzonte meridionale, che, perché sia possibile osservarla, deve essere sgombro da ostacoli. Le possibilità di osservazione nell'emisfero nord del nostro pianeta migliorano a latitudini tropicali. Mu1 Scorpii diventa circumpolare solo alle latitudini più meridionali di 53°S, cioè solo nelle estreme regioni meridionali del Sudamerica e nel continente antartico.
Visivamente Mu1 Scorpii appare molto vicina a Mu2 Scorpii, tanto che la risoluzione di queste due stelle a occhio nudo richiede buone condizioni del cielo, assenza di inquinamento luminoso e buona vista. Le due stelle appaiono infatti distanti fra loro solo pochi primi. In ogni caso un semplice binocolo è sufficiente a risolvere la coppia con facilità. Per lungo tempo si è creduto che Mu1 e Mu2 Scorpii fossero legate fra loro fisicamente in quanto, oltre ad apparire vicine, condividono un moto proprio simile. Le misurazioni moderne tuttavia hanno permesso di stabilire che la vicinanza è puramente ottica e che le due stelle si trovano in realtà a centinaia di anni luce l'una dall'altra.

## Ambiente galattico
Mu1 Scorpii fa parte, come molte stelle brillanti della costellazione dello Scorpione, dell'associazione stellare Scorpius-Centaurus, l'associazione OB più vicina alla Terra. Questa associazione è molto estesa, essendo formata da forse 1.200 stelle con masse pari o superiori alle 15 M☉. Esse si sono formate in un tempo compreso fra i 5 e i 17-22 milioni di anni. Le stelle più massicce dell'associazione sono probabilmente già esplose in supernovae, che hanno dato origine ad ulteriori fenomeni di formazione stellare.
L'associazione Scorpius-Centaurus è divisa in tre sottogruppi di stelle, chiamati Scorpione superiore, Centauro superiore-Lupo e Centauro inferiore-Croce. Mu1 Scorpii fa quasi sicuramente parte del primo di questi sottogruppi, noto anche come Associazione di Antares, sebbene non sia chiaro se Antares faccia parte del sottogruppo o meno. L'associazione Scorpione superiore, che comprende le stelle poste in corrispondenza della testa dello Scorpione, è il sottogruppo più giovane dei tre, essendosi formato circa 5 milioni di anni fa. La distanza media del sottogruppo dalla Terra è circa 500-600 anni luce. Secondo le misurazioni del satellite Hipparcos Mu1 Scorpii si trova a 822 anni luce di distanza da noi. Tuttavia a queste distanze il metodo della parallasse utilizzato da Hipparcos è poco affidabile e il margine di errore elevato (oltre 200 anni luce),

## Caratteristiche

### Il sistema
Mu1 Scorpii è conosciuta essere una binaria spettroscopica fin dal 1896. Le due componenti orbitano l'una intorno all'altra con un periodo di 1,44627 giorni. Un periodo così breve è indice del fatto che le due componenti sono molto vicine e questo spiega perché non è attualmente possibile separarle anche mediante i più potenti telescopi. In effetti il semiasse maggiore dell'orbita è calcolato essere 12,90 ± 0,04 R⊙, cioè circa solo 9 milioni di km. L'orbita è praticamente priva di eccentricità, come spesso accade quando le componenti sono molto vicine. Essa è inoltre inclinata di 65° rispetto alla nostra visuale. Le due componenti si eclissano a vicenda, determinando una variazione di luminosità della stella. In particolare Mu1 Scorpii viene identificata come una variabile del tipo Beta Lyrae: si tratta di solito di stelle di grosse dimensioni e molto vicine fra loro, così vicine che la loro forma è drasticamente distorta dalla reciproca forza di gravità e c'è una grande quantità di materia che fluisce da una componente all'altra. Quando la primaria di Mu1 Scorpii occulta la secondaria si ha una diminuzione di luminosità di 0,19 magnitudini, mentre quando la secondaria occulta la primaria la luminosità scende di 0,30 magnitudini.

### Le due componenti
Molte variabili Beta Lyrae presentano la caratteristica, per lungo tempo rimasta inspiegata, per cui la stella meno massiccia è quella più evoluta. In effetti questa situazione appariva paradossale in quanto è da tempo noto che più una stella è massiccia, prima si evolve. Il problema è stato risolto quando ci si è resi conto che in coppie molto vicine, quando la stella più massiccia abbandona la sequenza principale e si incammina nel percorso che la porterà a diventare una gigante, essa supera il proprio Lobo di Roche e comincia a cedere massa alla stella secondaria meno massiccia, che rimane ancora all'interno della sequenza principale. Questo trasferimento di massa può, in tempi astronomicamente brevi (mezzo milione di anni), fare diventare la stella una volta più massiccia la meno massiccia della coppia.
Mu1 Scorpii si trova probabilmente in questa situazione: quella che era una volta la stella principale ha ceduto molta della sua massa a quella che era una volta la secondaria, che è diventata la stella più massiccia. Questo processo è ancora in corso: la secondaria sta continuando a cedere massa a quella che è ora la stella più massiccia. La sua forma è fortemente distorta e si allunga verso la compagna.
C'è tuttavia un dato che non collima con questo quadro: entrambe le stelle che formano la coppia si trovano all'interno della sequenza principale. Di solito, infatti, il trasferimento di massa inizia proprio con l'uscita della stella maggiore dalla sequenza principale e con il suo aumento di volume. È quindi difficilmente spiegabile come mai questo trasferimento sia iniziato pur trovandosi quella che era una volta la stella principale nella fase centrale della propria esistenza. Al momento attuale non ci sono spiegazioni adeguate di questa particolarità.
Un altro punto su cui c'è incertezza riguarda le masse delle due componenti. Osservazioni compiute fra il 2006 e il 2008 hanno portato a stimare la massa della principale del sistema 8,49 ± 0,05 M⊙ e quella della secondaria 5,33 ± 0.05 M⊙. La loro classe spettrale è rispettivamente B1,5 e B3-B8 (c'è incertezza riguardo alla precisa classe di appartenenza della secondaria). Tuttavia misurazioni precedenti avevano portato a stime delle masse molto superiori. Ad esempio, uno studio del 1979 riportava come valori rispettivamente 12,8 ± 1,5 M⊙ e 8,4 ± 1,2 M⊙.
Anche riguardo alle temperature superficiali le misurazioni sono in parte discordanti. Alcuni valori stimati per la stella primaria sono 20.000 K, 21.500 K e 23.725 ± 500 K; valori stimati per la secondaria sono 12.500 K, 16.200 K e 16,850 ± 500 K. I raggi sono stati stimati in un articolo del 2010 essere 4,07 ± 0,05 R⊙ per la primaria e 4,38 ± 0,05 R⊙ per la secondaria. Questo confermerebbe che la secondaria è più evoluta avendo, nonostante la massa inferiore, volume maggiore. Anche in questo caso tuttavia le misurazioni non concordano pienamente: alcuni studi precedenti avevano stimato il raggio della primaria di poco superiore a quello della secondaria. In ogni caso la combinazione di alte temperature e grandi raggi determina una grande luminosità intrinseca delle due componenti: le magnitudini assolute delle due stelle sono stimate essere -4,8 ± 0,2 e -3,6 ± 0,2.
Prendendo per buone le misurazioni più recenti e tenendo conto che il semiasse dell'orbita si aggira sui 13 R⊙, ne segue che le superfici delle due stelle sono molto vicine, circa 4,5 R⊙, cioè poco più di 3 milioni di km.

### Evoluzione
Si pensa che la secondaria stia cedendo alla primaria ogni anno una massa compresa fra gli 0,05 e gli 0,15 millesimi di massa solare. Si tratta di un valore molto elevato perché comporta il trasferimento di una massa pari a quella del Sole ogni circa 10.000 anni. L'evoluzione futura non è del tutto chiara. In ogni caso, quando l'attuale componente più massiccia uscirà dalla sequenza principale, aumentando il proprio volume, le parti si invertiranno ed essa comincerà a ricedere la propria massa all'attuale componente secondaria. Se quest'ultima nel frattempo sarà diventata una nana bianca, allora il sistema potrebbe diventare cataclismatico perché il gas ceduto dall'altra stella e accumulatosi sulla superficie della nana bianca sarebbe compresso e scaldato al punto tale da produrre delle novae. Se la massa accumulata fosse sufficiente, la nana bianca potrebbe anche esplodere in una supernova di tipo Ia.